# Ластка
«Ластка» или «Шваль» — 50-пушечный парусный линейный корабль Азовского флота России. 

## Постройка
Корабль был заложен 8 (19) марта 1703 года на Воронежской верфи и после спуска на воду в апреле 1709 года вошёл в состав Азовского флота России. Строительство корабля велось кораблестроителем Ф. М. Скляевым под личным руководством Петра I. Пётр I руководил постройкой корабля под псевдонимом корабельного мастера Петра Михайлова.

## Описание корабля
Длина судна по сведениям из различных источников составляла от 39,5 до 36 метров, ширина — 9,9 метра, а осадка 3,3. Экипаж судна состоял из 230 человек. Первоначальное артиллерийское вооружение корабля состояло из 50 орудий, на 1711 год составило восемнадцать 12-фунтовых, двадцать 4-фунтовых, семь 3-фунтовых и восемь 2-фунтовых орудий.

## Служба
В июле-августе 1709 года переведён из Воронежа в Таганрог.
В 1711 году в составе эскадры вице-адмирала К. И. Крюйса находился в Таганроге.
При заключении мира с Турцией Пётр I надеялся в числе прочих судов вывести в Средиземное, а затем в Балтийское море и «Ластку», однако турки не пропустили российские суда через проливы Босфор и Дарданеллы.
В октябре 1711 года при сдаче Азова был продан Османской империи.

## Командиры корабля
Командирами корабля «Ластка» в разное время служили:
- О. Кристьян (1709 год).
- капитан-командор Я. Бекман (до августа 1711 года)[комм. 1][5].
- капитан А. Симсон (с августа 1711 года)[комм. 2][6].

### Комментарии
1. ↑  Англичанин на русской службе, оригинал имени — J. Bekham. В русской транслитерации также встречается вариант Ян Бекгам.
2. ↑  Англичанин на русской службе оригинал имени Andrew Simpson, в русской транслитерации также встречаются варианты использования имён Андрис и Генрих.